# Omagh (distrito)

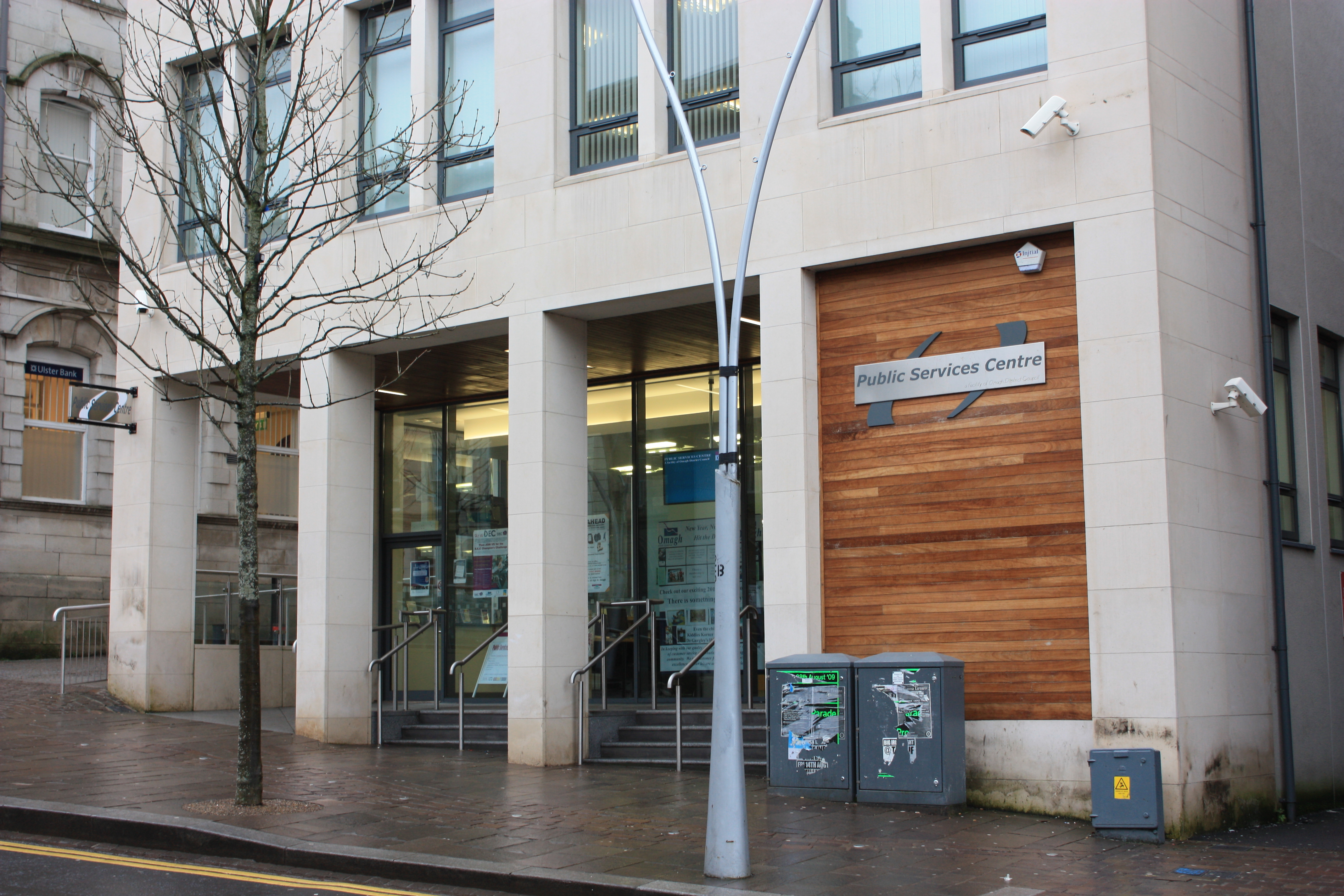
Centro de Omagh, em janeiro de 2010.

Omagh é um conselho local no condado de Tyrone na Irlanda do Norte. Sua sede fica na cidade de Omagh, o que é tradicional da cidade do condado de Tyrone. A área do município está a cerca de 440 quilômetros quadrados, tornando-o o segundo maior concelho local na Irlanda do Norte com uma população de pouco mais de 50.000 (25 mil dos quais vivem na cidade de Omagh). Além de Omagh área contém cidades menores, incluindo Drumquin, Dromore, Trillick, Fintona, Beragh, Carrickmore e Sixmilecross.